# 佐伯伽椰子
佐伯 伽椰子（さえき かやこ）は、ホラービデオ・ホラー映画『呪怨』シリーズに登場する架空の人物である。
シリーズのほぼ全作品で、藤貴子が演じている（『呪怨 ザ・グラッジ3』では堀内愛子、『呪怨 終わりの始まり』『呪怨 -ザ・ファイナル-』では最所美咲が演じている）。実子・佐伯俊雄の霊とペアで登場することが多い。「ア、ア、ア……」と独特の奇声を発するが、この声は『呪怨』シリーズの監督である清水崇本人が声を出している。
呪いの家の屋根裏に住んでいると設定されている。この屋根裏は夫・剛雄が伽椰子を殺害し、彼女の死体を放置した場所である。
ハリウッドリメイク版2作目の『呪怨 パンデミック』では、どのように伽椰子が誕生したのかが明かされている。

## 『呪怨』での人物像
佐伯家の妻であり、俊雄の母であるとともに、学生時代好意を寄せていた小林俊介のストーカーだった。旧姓は「川又」。のちの夫でイラストレーターの佐伯剛雄の住むアパートの家主の娘であった。ビデオ版『2』の警察署の場面で映る履歴書によると群馬県出身の28歳B型。容姿に関しては伽椰子自身がコンプレックスを感じている描写があるが、夫の剛雄は「目立つ美人ではないが欠点の少ない整った顔立ち」と評している（小説版）。
生前には小林に対する恋心や強い思いを日記に書き留めていた（これが『呪怨』シリーズのキーアイテムとなる「伽椰子の日記」である）が、ある日夫の剛雄に発見される。精子欠乏症の診断を受けていた剛雄は、「俊雄は小林の子」だと思い込んだために逆上し、小林への嫉妬から伽椰子を殺害する（小説版）。この怨念から伽椰子は、押入れに隠れた佐伯俊雄を天井裏からあの世へ連れて行った後、剛雄を呪い殺した。
シリーズでは呪いの家（佐伯家）に存在し、それらに関わった者を必ず呪い殺す怨霊として登場する。
剛雄にカッターナイフなどで拷問された後、死体をゴミ袋に詰め込まれて天井裏に放置されたため、死後もこの時の無残な姿で登場する。階段や地面を這うような姿で出現するのが多い。たまに血まみれではない普通の姿でも登場する。「ア、ア、ア……」と独特の奇声は、剛雄に首を掻き切られたためである。
伽椰子や俊雄に遭遇した者は殺害か失踪を経て、白塗りのゾンビのような姿や下顎が外れた姿と化し（通常の姿のままもいる）、伽椰子に使役される者もいる。夫の剛雄も伽椰子に使役され、伽椰子への凶行を再現している。
劇場版『1』では、他人の姿を装ったり電話番号を使ったりしながらどこからともなく登場したり、呪った相手を脅すようにテレビの映像を変えるといった特殊能力を持つ。また、憑りついた人間に自分の最期を追体験させる。
劇場版『2』では原瀬京子の胎内から受肉し、現世に復活している。その数年後、京子を歩道橋から落として殺害し（小説版では電車に轢き殺させた）、行方不明となる。
ビデオ版『2』では、少女期の伽椰子が大量増殖している。

## 行動と目的
「なぜ、自分を殺した夫の剛雄と愛する小林俊介の殺害、俊雄の誘拐を達成したにもかかわらず、次々と呪いの家の入居者を殺害し続けるのか?」という視聴者からの疑問が相次いでいるが、実は伽椰子の母親（東北地方の「狗ノ森」という駅の鳥居のある家に住む）はイタコで、一種の除霊のような儀式を行っていて、除霊の際に他人から取った悪霊を含んだ血を伽椰子に飲ませ続けるという行動を繰り返していたことが『呪怨 パンデミック』にて追加されている。それによって伽椰子が悪魔化してしまい、いつしか「この苦しみを他人に味わわせてやりたい」という念が生まれ、呪いの家に関わった者を次々と呪い殺してしまっていると説明された。これはビデオ版で没になった設定で、海外版制作スタッフから「なんとか前作以上の謎を盛り込んでほしい」と要求され、仕方なくイタコの話を後付けしたためである。『呪怨 パンデミック』のオーディオコメンタリーでは、監督兼プロデューサーの一瀬隆重が「そもそも母親がイタコという時点で、清水監督の好む「日常的な恐怖」とはかけ離れてしまうため、快く思っていなかった」とインタビューに答えている。

## アメリカ版
ハリウッドリメイク版『The Grudge』（邦題『THE JUON/呪怨』）とその続編『The Grudge2』（邦題『呪怨 パンデミック』)では基本的な設定は日本版と同じだが、背景やそれに関わる人物が変更されている。
- 伽椰子が思いを寄せる人物は、日本版では小学校教師の小林俊介であるが、アメリカ版ではアメリカ人のピーター・カークになっている。
- 小林は俊雄の家庭訪問で佐伯家に来訪した際、2階の部屋で伽椰子の遺体を発見し、俊雄を連れて逃げようとしたところで伽椰子の怨霊に遭遇しその場で呪い殺されるが、ピーターは2階の部屋で伽椰子の遺体を発見し、俊雄を連れて逃げようと駆け込んだ部屋で伽椰子の夫の剛雄の変死体を発見した恐怖のあまりにそのまま佐伯家から一人逃亡したが、暫くした後に自宅マンションから投身自殺を図り、亡くなっている。
- 小林の妻である小林（旧姓：緑川）真奈美は、自宅アパートで剛雄に惨殺されるが、ピーターの妻のマリア・カークは精神を病み、生活が破綻しているものの辛うじて生き残っている。
- 息子の佐伯俊雄は、日本版では2階の押し入れに隠れた以降は行方不明となっているが、アメリカ版では剛雄によって浴室の浴槽で溺死させられ、そのまま2階の押し入れに放置されたという設定に変更されている。
- 夫の佐伯剛雄の「伽椰子の怨霊に呪い殺される」という設定は同じだが、アメリカ版では2階の部屋で伽椰子の怨霊の髪の毛により絞殺され、佐伯家を来訪したピーターがその変死体を発見する（カレン・デイヴィスも、時間の歪みでその光景を目撃する）。

『呪怨 パンデミック』では、もともと日本の劇場版で使用する予定であったが採用されなかった、伽椰子の少女期のエピソードが追加されている。前述のように、イタコの母親によって除霊の儀式の悪霊を含む血を飲まされて悪化したという怨念の背景である。このことを突き止めるため、カレンの妹のオーブリー・デイヴィスが伽椰子の母を訪ねるが、その際における会話の矛盾は仕方なかったと、監督の清水崇もインタビューで答えている。
日本だけが舞台の前作と異なり、アリソン・フレミングに憑依してアメリカのシカゴにあるアパートまで呪いを拡大させている。
『呪怨 ザ・グラッジ3』では、妹のナオコが新登場する。ナオコは普通の人間と変わらず、東京に住む一般人OLであるが、伽椰子による殺害現場の悪夢を毎晩見ている。

## アメリカ版製作直前の短編テレビドラマでの白人女性バージョン
ハリウッドリメイク版『The Grudge』（邦題『THE JUON/呪怨』）の製作が決定した後、短編テレビドラマ『金髪怪談 KINPATSU KWAIDAN』（監督・清水崇）が日本国内で放送された。海外出張中の日本人男性（演・杉本哲太）が、ロングの金髪の白人女優が演じる伽椰子のような幽霊に襲われるという内容。

## 『終わりの始まり』『ザ・ファイナル』での伽椰子
設定が大きく変更されており、剛雄と共に19年前に山賀俊雄（後の佐伯俊雄）が虐待の末に殺害された曰く付き物件へ引っ越してきた、主婦として描かれている。キーアイテムの「伽椰子の日記」には「赤ちゃんが欲しい」といった子作りを切望する内容に変わっている。
伽椰子は子作りを切望していたが、剛雄の出張続きによりやがてノイローゼに陥る。その後、伽椰子のもとへ山賀俊雄の霊が現れて彼女の体内に胎児として宿り、佐伯俊雄として誕生する。山賀俊雄の転生者である佐伯俊雄は剛雄には一向に懐かず、自分の子でないと知って逆上した剛雄によって首の骨を折られて殺害され、この家に憑く悪霊と化した。
上記の通り、呪いの元凶は山賀俊雄であるため、伽椰子も山賀俊雄の呪いを受けた被害者という設定になっている。設定が違うため、無残な姿で登場することは少ない。佐伯俊雄に憑りつかれた人間は渦巻きを描く癖があり、伽椰子も同様の行動をとっている。彼女・彼らが現れる時、謎の鼻歌が聞こえたりする。
『呪怨 -ザ・ファイナル-』では、山賀俊雄の呪いによって妻・美和と義妹・葵を喪い、精神を病みながらも辛うじて生き残っている不動産屋・竹田京介の命令による工事により呪いの家（佐伯家）が更地になって消滅しており、佐伯俊雄の中にいる山賀俊雄の霊が剛雄を呪殺したために生存していた佐伯俊雄が剛雄の妹（父方の叔母）である玲央の母親に引き取られたため、女子高生・玲央の家が新しい呪いの家にされる。
ここでの伽椰子や佐伯俊雄に遭遇した者は殺害か失踪を経て、下顎が外れた姿のほか、首が曲がった姿や生前の傷を残した姿と化し、伽椰子に使役される者もいる。

## 『貞子vs伽椰子』での伽椰子
基本的な設定は最初のビデオ版や映画版（以降、「原典」）と同じだが、『リング』シリーズの貞子との対決に尺が必要という理由もあり、伽椰子と俊雄の生前の人間像は省略されている。呪いの家は、近所で引っ越した家族が全員死んでいる「幽霊屋敷」と噂される完全な廃墟となっており、「夫が妻子を殺した後に自殺している」という設定であるため、伽椰子の夫かつ俊雄の父（佐伯剛雄）に相当する人物は登場しない。
原典で見せた頭髪による攻撃や下顎を外す攻撃は行わないが力は強く、貞子を引きずる、呪いのビデオ（リングビデオ）を破壊する、などの肉弾攻撃を行う。最終的には、貞子と合体して異形の怪物に変貌する。
呪いの家に入った人間は家から出る前に呪殺されるほか、生きていても外門から出られない（庭までなら移動可能）。
俊雄の死因はアメリカ版と同様、父によって浴室の浴槽で溺死させられたという設定に変更されている。直接攻撃しない原典と異なり、首に飛びついて引き伸ばして殺害するなど、攻撃的になっている。
なお、俊雄は呪いのビデオを鑑賞した際に貞子によってテレビの中へ引きずり込まれてしまうが、伽椰子が貞子と融合した場面ではその様子をじっと見つめており、無事であったことがうかがえる。
作中に登場する霊能者の常磐経蔵は、一時的に俊雄を追い払う力を持つ。

## 演じた俳優
- 藤貴子：ビデオ版『呪怨』、『呪怨2』、劇場版『呪怨』、『呪怨2』、『THE JUON/呪怨』、『呪怨 パンデミック』
- 鎌田悠：劇場版『呪怨2』（少女期）
- 鎌田咲良：劇場版『呪怨2』（少女期）
- 瀧澤京香：『呪怨 パンデミック』（少女期）
- 堀内愛子：『呪怨 ザ・グラッジ3』
- 最所美咲：『呪怨 終わりの始まり』、『呪怨 -ザ・ファイナル-』
- 遠藤留奈：『貞子vs伽椰子』
- ジュンコ・ベイリー: 『ザ・グラッジ 死霊の棲む屋敷』

## その他
- 伽椰子と俊雄は山村貞子と共に、京極夏彦の小説シリーズ『嘘実妖怪百物語』にも直接的または間接的に登場している[1]。